# Ödeborgs socken
Ödeborgs socken i Dalsland ingick i Valbo härad, ingår sedan 1971 i Färgelanda kommun och motsvarar från 2016 Ödeborgs distrikt.
Socknens areal är 70,33 kvadratkilometer varav 64,01 land. År 2000 fanns här 1 017 invånare. Orten Rådanefors samt tätorten Ödeborg med sockenkyrkan Ödeborgs kyrka ligger i socknen.   

## Administrativ historik
Socknen har medeltida ursprung. 
Vid kommunreformen 1862 övergick socknens ansvar för de kyrkliga frågorna till Ödeborgs församling och för de borgerliga frågorna bildades Ödeborgs landskommun. Landskommunen utökades 1952 och upplöstes 1967, då denna del uppgick i Färgelanda landskommun som 1971 ombildades till Färgelanda kommun. Församlingen uppgick 2010 i Färgelanda församling.
1 januari 2016 inrättades distriktet Ödeborg, med samma omfattning som församlingen hade 1999/2000.  
Socknen har tillhört län, fögderier, tingslag och domsagor enligt vad som beskrivs i artikeln Valbo härad. De indelta soldaterna tillhörde Västgöta-Dals regemente och Valbo kompani.

## Geografi
Ödeborgs socken ligger nordväst om Vänersborg kring Valboån, Ellenösjön, Långhalmen och Rådanesjön. Socknen har odlingsbygd vid åarna och sjöarna och är i övrigt en småkuperad skogsbygd.

## Fornlämningar
Cirka 25 boplatser och tre hällkistor från stenåldern har påträffats. Från bronsåldern finns spridda gravrösen, skålgropsförekomster och fyra hällristningar. Från järnåldern finns nio gravfält med resta stenar, däribland Vrine gravfält, samt en fornborg.

## Namnet
Namnet skrevs 1531 Ödborg och kommer från kyrkbyn. Namnet innehåller öde och borg och kan syfta på en fornborg vid kyrkan.

## Kända sockenbor
Hjalmar Lundbohm föddes 1855 på gården Rubbestad söder om Ödeborg. I samma hus föddes 1943 Anders Piltz. Här bodde också Axel Rubbestad (Hansson i Rubbestad), riksdagsman för Bondeförbundet 1933-59.

## Befolkningsutveckling
| Befolkningsutvecklingen i Ödeborgs socken 1780–1990                                                     | Befolkningsutvecklingen i Ödeborgs socken 1780–1990 | Befolkningsutvecklingen i Ödeborgs socken 1780–1990 | Befolkningsutvecklingen i Ödeborgs socken 1780–1990 | Befolkningsutvecklingen i Ödeborgs socken 1780–1990 |
| --- | --------------------------------------------------- | --------------------------------------------------- | --------------------------------------------------- | --------------------------------------------------- |
| |                                                     |                                                     |                                                     |                                                     |
| År |                                                     |                                                     | Folkmängd                                           |                                                     |
| 1780 | 1780                                                |                                                     | 714                                                 |                                                     |
| 1790 | 1790                                                |                                                     | 672                                                 |                                                     |
| 1800 | 1800                                                |                                                     | 595                                                 |                                                     |
| 1810 | 1810                                                |                                                     | 699                                                 |                                                     |
| 1820 | 1820                                                |                                                     | 699                                                 |                                                     |
| 1830 | 1830                                                |                                                     | 948                                                 |                                                     |
| 1840 | 1840                                                |                                                     | 972                                                 |                                                     |
| 1850 | 1850                                                |                                                     | 1 114                                               |                                                     |
| 1860 | 1860                                                |                                                     | 1 343                                               |                                                     |
| 1870 | 1870                                                |                                                     | 1 372                                               |                                                     |
| 1880 | 1880                                                |                                                     | 1 273                                               |                                                     |
| 1890 | 1890                                                |                                                     | 1 158                                               |                                                     |
| 1900 | 1900                                                |                                                     | 1 107                                               |                                                     |
| 1910 | 1910                                                |                                                     | 1 256                                               |                                                     |
| 1920 | 1920                                                |                                                     | 1 311                                               |                                                     |
| 1930 | 1930                                                |                                                     | 1 169                                               |                                                     |
| 1940 | 1940                                                |                                                     | 1 109                                               |                                                     |
| 1950 | 1950                                                |                                                     | 1 104                                               |                                                     |
| 1960 | 1960                                                |                                                     | 1 027                                               |                                                     |
| 1970 | 1970                                                |                                                     | 945                                                 |                                                     |
| 1980 | 1980                                                |                                                     | 1 054                                               |                                                     |
| 1990 | 1990                                                |                                                     | 1 093                                               |                                                     |
| Anm: Källor: Umeå universitet - Tabellverket 1749-1859, Demografiska databasen, CEDAR, Umeå universitet |                                                     |                                                     |                                                     |                                                     |